# كابو راسو
كابو راسو هو خليج على طول ساحل كاشكايش في الساحل الغربي للبرتغال.

## روابط خارجية
- الموقع الرسمي للسياح
- Municipality website (Portuguese only)
- local cascais directory نسخة محفوظة 22 أغسطس 2016 على موقع واي باك مشين.